# Financiamento climático na França

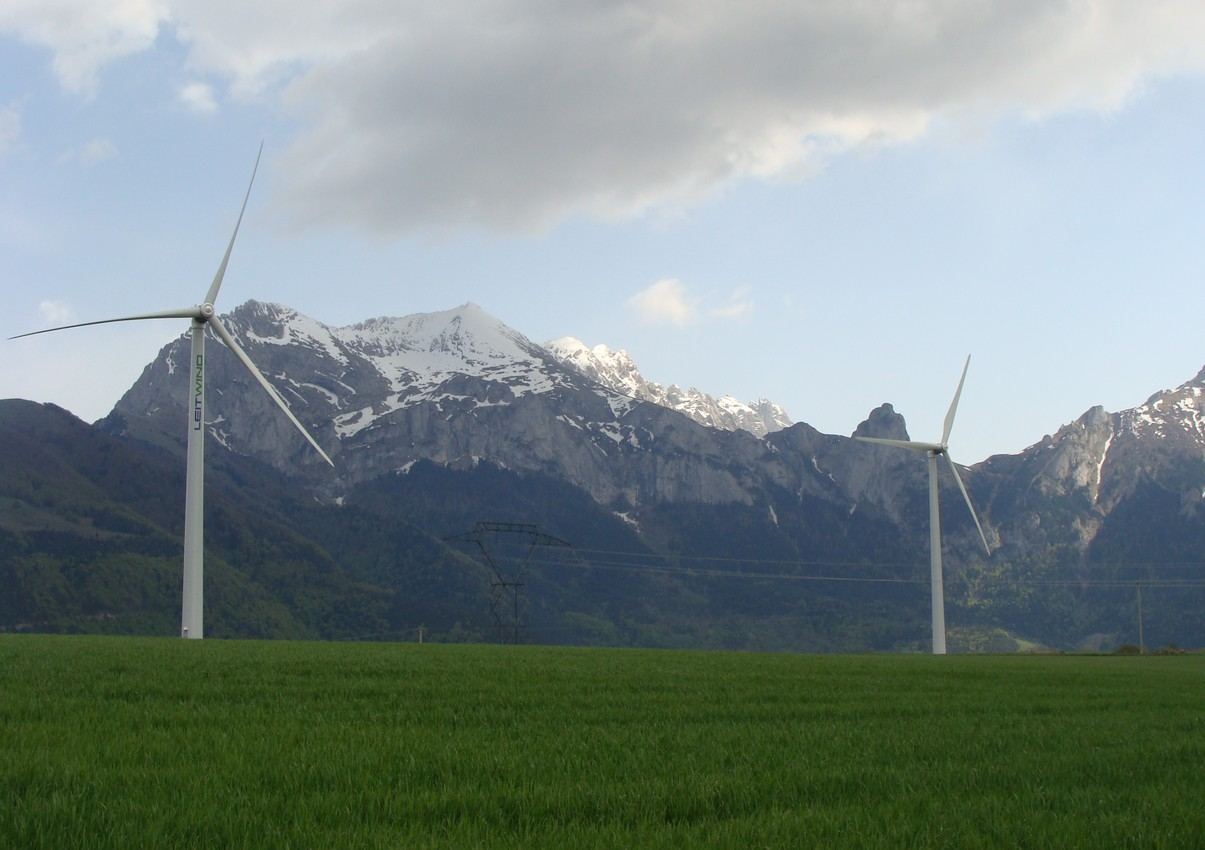
Turbinas eólicas na planície alta de Pellafol.

O financiamento climático na França engloba os fluxos de capital mobilizados por órgãos estatais e instituições privadas para mitigar emissões de gases de efeito estufa e aumentar a resiliência às mudanças do clima, tanto no mercado doméstico quanto em países parceiros. 
A França tem observado elevação de temperatura projetada entre 0,3 °C e 4,8 °C até o final do século, o que tem agravado a frequência de ondas de calor e de precipitações extremas no sudeste do país.
Para enfrentar essas vulnerabilidades, o país instituiu conjuntos de leis que definem metas de redução de emissões, eficiência energética, neutralidade carbônica e expansão das renováveis.
A política de financiamento climático na França mobiliza recursos internos — por meio de linhas de crédito e garantias e de investimentos de municípios, departamentos e regiões — e externos, via Agência Francesa de Desenvolvimento (AFD), participação em bancos de desenvolvimento e fundos como o Fundo Verde para o Clima. A isso somam‑se aportes privados de grandes bancos, fundos de private equity, investidores corporativos e indivíduos, que em 2023 direcionaram dezenas de bilhões de euros aos setores de edifícios, transporte e energias renováveis, contribuindo para a redução de 4,8% nas emissões brutas de gases de efeito estufa em relação a 2022.
Compromissos internacionais firmados em eventos como a COP28 e a criação de mecanismos de taxação progressiva evidenciam a estratégia francesa de fortalecer parcerias público‑privadas e acelerar a transição de baixo carbono até 2030.

## Contexto climático e vulnerabilidades
De acordo com a classificação de Koppen-Geiger baseada em projeções climáticas de alta resolução, a França exibe, no período histórico (1976–2005), predomínio de clima temperado marítimo (Cfb) no noroeste, clima mediterrâneo (Csa/Csb) na região sul e clima continental moderado (Dfb) no nordeste, além de zonas de clima alpino nas regiões montanhosas dos Alpes e dos Pirenéus.
O IPCC estima o aquecimento global na França até final do século XXI (considerando a linha de base entre 1986-2005) dentro de uma faixa de 0,3 a 1,7 °C para o cenário RCP2.6, atingindo 2,6 a 4,8 °C para o cenário RCP8.5.
O aumento da temperatura tem elevado a frequência e a intensidade de ondas de calor. A onda de 2003 resultou em aproximadamente 15.000 mortes na França. Em 2019, registrou‑se recorde de 45,9 °C em Gallargues-le-Montueux. Estudos apontam que, sob cenário de altas emissões, eventos com magnitude similar poderão ocorrer bienalmente no sul já na década de 2050, com “noites tropicais”, com mínimas de  mais de 20 °C se tornando frequentes.
Diversos estudos mostram aumento significativo na intensidade e frequência de eventos extremos — especialmente "episódios mediterrâneos" no sul do país. Por exemplo, a probabilidade de chuvas diárias extremas no outono duplicou entre 1961 e 2015, com aumento médio de intensidade de mais 22% (c. 7–39%) na região sudeste. Estudos de modelagem regional identificam chuvas intensas (até 200 mm/dia) concentradas em poucas horas, associadas a episódios de inundações repentinas em áreas como Cévennes.

## Marcos legais e institucionais
A política de financiamento climático na França assenta em um conjunto de leis que definem objetivos quantificados de redução de emissões, eficiência energética, desenvolvimento de renováveis e mecanismos de transparência:

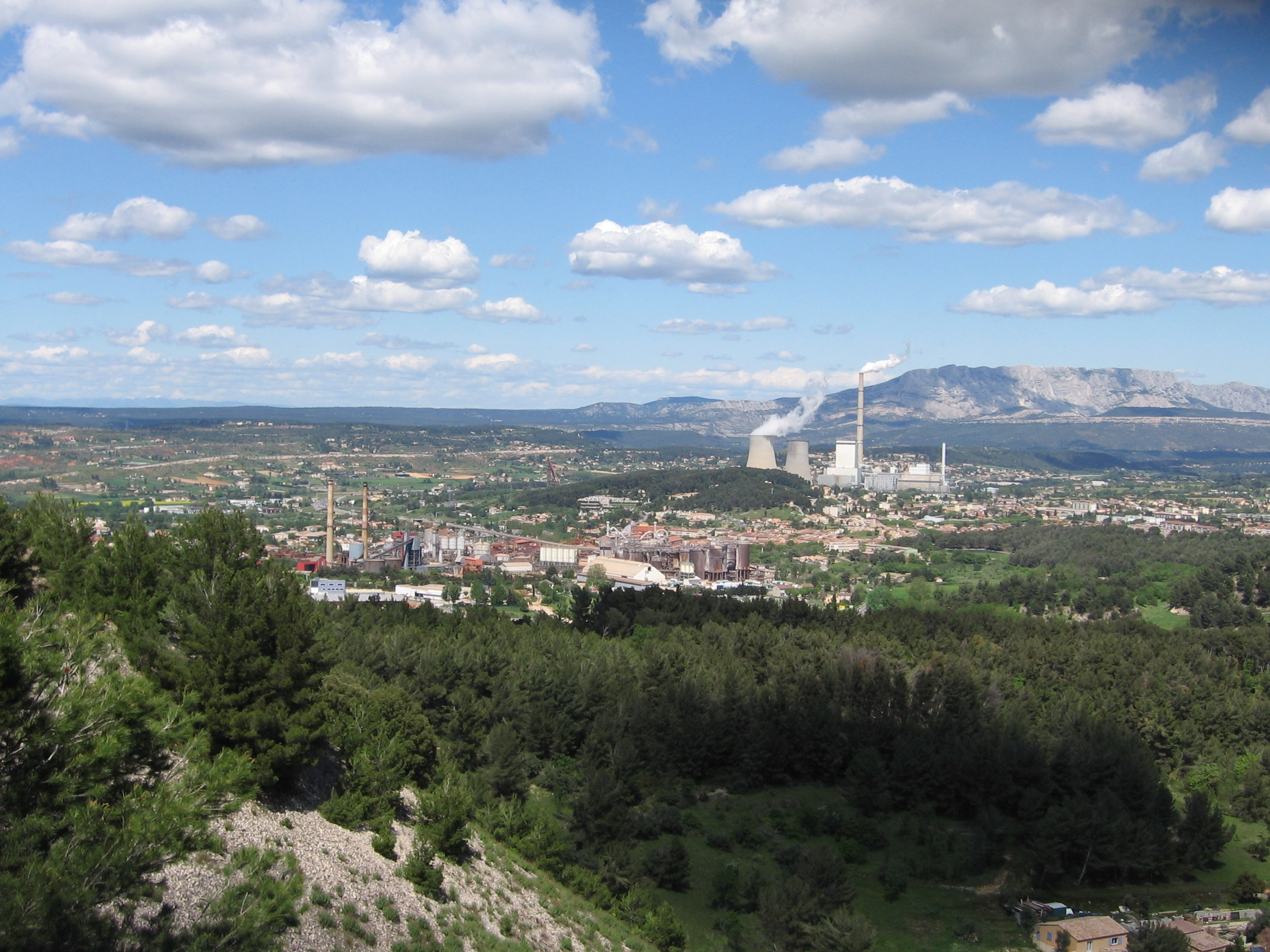
Vista de Gardanne e sua Termelétrica.

- A Lei n° 2015‑992, de 17 de agosto de 2015, relativa à transição energética para o crescimento verde. Esta lei estabelece metas de redução de emissões de gases de efeito estufa (menos 40% até 2030 e fator 4 até 2050), de consumo energético ( menos 20% até 2030 e 50% até 2050) e de penetração de renováveis (23% até 2020 e 32% até 2030).[4]

- A Lei n° 2019‑1147, de 8 de novembro de 2019, “Energia e Clima”, que inscreve no ordenamento o objetivo de neutralidade carbônica até 2050, introduz metas quinquenais de emissões e institui novos instrumentos de governança — a Estratégia Nacional Baixo‑Carbono (SNBC) e a Programação Plurianual de Energia (PPE) — com consultas públicas e orçamentos‑carbônicos vinculantes.[5][21]
- A Lei n° 2021‑1104, de 22 de agosto de 2021, de luta contra o derretimento climático e reforço da resiliência, que fixa o princípio de “zerar a artificialização” dos solos até 2050 e cria obrigações de planos de valorização de terrenos para empresas acima de 250 empregados, incentivando o uso de fontes renováveis nos espaços corporativos.[22]
- A Lei n° 2023‑175, de 10 de março de 2023, que acelera a produção de energias renováveis ao qualificar determinados projetos como de “interesse público maior” e simplificar licenças para instalações solares e eólicas, reforçando a planificação local pela criação de “zonas de aceleração” coordenadas pelos prefeitos.[6]

## Financiamento público

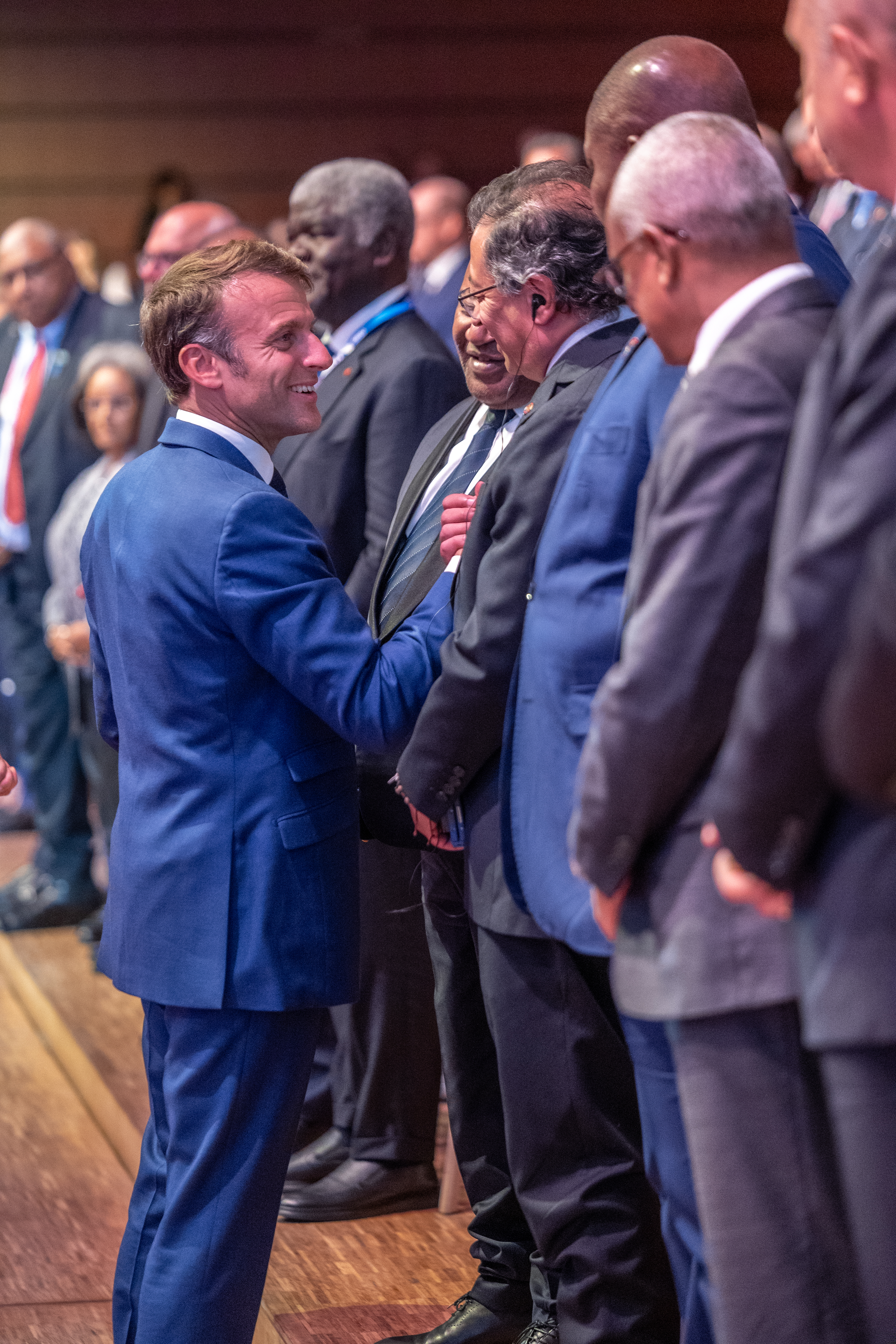
Emmanuel Macron e Gustavo Petro em reunião da AFD na Colômbia, 2024.

### Interno
O Banco Público de Investimento (Bpifrance) oferece linhas de crédito e garantias a pequenas empresas para projetos de eficiência energética e transição industrial verde, atuando em parceria com fundos europeus de investimento climático.
O Plano de Recuperação France Relance destina 30 bilhões de euros ao “pilar verde”, com investimentos em renovação energética de edifícios, infraestrutura de mobilidade de baixo carbono, descarbonização da indústria e tecnologias limpas.
em 2023, municípios, departamentos e regiões investiram cerca de 10 bilhões de euros em ações climáticas (transporte limpo, eficiência de edifícios, gestão de resíduos), embora estudos do Instituto de Economia Climática apontem necessidade média de 19 bilhões anuais até 2030 para cumprir metas nacionais.

### Externo
A Agência Francesa de Desenvolvimento (AFD) é o principal canal de desembolso da ajuda pública ao desenvolvimento e financiamento climático internacional. Em 2023, a França destinou 7,2 bilhões de euros a projetos de clima em países em desenvolvimento, via AFD (79% em empréstimos, 15% em doações).
Além do AFD, a França participa como acionista de bancos de desenvolvimento e financia fundos como o Fundo Verde para o Clima.
Em 2022, a França destinou 7,6 bilhões de euros em financiamento climático a países em desenvolvimento, dos quais 2,6 bilhões para adaptação. Em 2023, aportou 7,2 bilhões, incluindo 2,8 bilhões para adaptação, superando sistematicamente a meta nacional de 6 bilhões por ano definida para 2021–2025.

## Financiamento privado
Em 2022, os principais bancos franceses dobraram o volume de empréstimos verdes e sustentáveis, atingindo 216 bilhões de euros, contra 100 bilhões em 2021. Esses financiamentos abarcam desde reformas residenciais para eficiência energética até grandes projetos de energia renovável, como parques eólicos e solares.
Além disso, um relatório de 2024 do Le Monde alerta que as emissões financeiras associadas às atividades de crédito das grandes instituições francesas correspondem a oito vezes as emissões diretas da França, reforçando a importância de redirecionar esses fluxos para modelos mais sustentáveis e transparentes.
Em 2023, o BNP Paribas e o Crédit Agricole anunciaram que deixarão de subscrever emissões de obrigações de empresas de petróleo e gás, a menos que estes títulos incluam cláusulas verdes, marcando um avanço significativo rumo à descarbonização de suas carteiras de underwriting. Contudo, a ONG Reclaim Finance constatou que, apesar dos compromissos, bancos franceses ainda apoiam alguns grupos do setor de carvão, apontando a necessidade de aplicação mais rigorosa das políticas de exclusão para evitar práticas de greenwashing.
Em 2022, fundos de private equity e infraestrutura investiram 36 bilhões de euros na França, apoiando 2.857 empresas e projetos de infraestrutura, dos quais 3,9 bilhões (61% dos casos) foram destinados a energias renováveis.
No âmbito de investimentos de grande porte, o fundador da Zara, Amancio Ortega, por meio da Pontegadea, investiu 693 milhões de euros em ativos eólicos e solares na França e na Espanha em 2023, quase triplicando o valor aplicado em 2022.

## Cooperação internacional e financiamento externo
Na segunda reposição de recursos do Fundo Verde para o Clima (2024–2027), anunciada em Bonn em outubro de 2023, a França comprometeu‑se com 1,7 bilhão de euros, configurando‑se como um dos maiores doadores individuais entre todos os países participantes.
Durante a COP28, realizado em Dubai, o governo francês anunciou a concessão de 35 milhões euros adicionais ao Fundo para os Países Menos Desenvolvidos (LDCF) para o período 2024–2026, elevando seu total de contribuições a este fundo dedicado à adaptação climática nos países menos desenvolvidos. Ainda no âmbito da COP28, a França confirmou aportes de 10 milhões de euros ao Adaptation Fund e de 20 milhões ao Escudo Global Contra Riscos Climáticos — iniciativa conjunta do G7 e do Vulnerable Twenty Group (V20) voltada à proteção de países vulneráveis contra desastres climáticos — reforçando seu compromisso com mecanismos de resiliência internacional.
Em junho de 2025, a França uniu‑se a outros países para criar um imposto sobre passagens em classe premium e jatos privados, visando gerar receitas adicionais para ações climáticas e solidariedade internacional. Estima‑se que essa tributação progressiva possa auxiliar na taxonomia verde na legislatura atual, contribuindo para mitigar o impacto de cortes em outros tipos de ajuda externa.

## Principais setores beneficiados

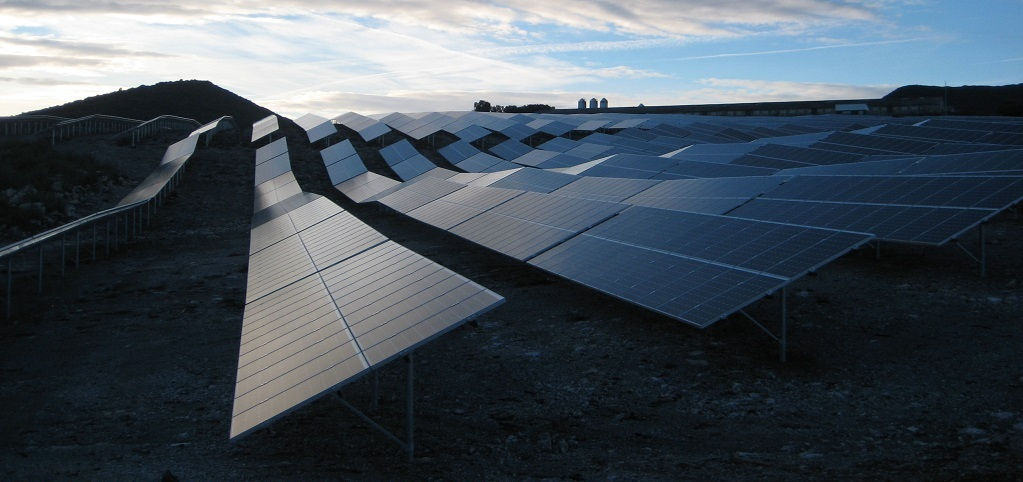
Central fotovoltaica em Saint-jean-du-pin

Em 2023, o setor de edifícios foi o maior beneficiário do financiamento climático na França, com um total de 26 de bilhões de euros destinados à melhoria do desempenho energético de novas construções e 24 bilhões para a renovação energética de moradias existentes, refletindo o fortalecimento de subsídios e de esquemas de financiamento preferenciais para retrofit profundo.
O transporte figura em segundo lugar, tendo recebido aproximadamente 22 bilhões de euros voltados à descarbonização do transporte rodoviário (incluindo incentivos à compra de veículos elétricos) e mais 20 bilhões em infraestrutura para a mudança modal — como expansão de redes ferroviárias e ciclovias — com o objetivo de reduzir a dependência de combustíveis fósseis nos deslocamentos urbanos e intermunicipais.
No segmento de produção de energia, as energias renováveis foram agraciadas com 13 bilhões de euros em investimentos. Além disso, foram alocados 3 bilhões para a modernização das redes elétricas, de modo a integrar de forma estável e eficiente as novas fontes de energia limpa ao sistema nacional.

## Impactos e resultados
Em 2023, as emissões brutas de gases de efeito estufa na França caíram 4,8% em relação a 2022, o maior recuo anual desde 2015, com reduções expressivas nos setores de geração de energia (−14%), indústria (−8%) e uso de energia em edifícios (−6%).
O programa MaPrimeRénov, implementado em 2020, impulsionou a adoção de tecnologias de aquecimento de baixo carbono: em 2021, as vendas de bombas de calor cresceram 36% em comparação a 2020, e, até o fim daquele ano, 8% dos domicílios franceses já utilizavam essa tecnologia como fonte primária de aquecimento.
Em resposta aos eventos climáticos extremos – secas, inundações e ondas de calor – a França destinou em 2023 173 milhões de euros a fundos multilaterais de adaptação e “loss and damage”, contribuindo para sistemas de alerta precoce e infraestrutura verde em países vulneráveis.

## Críticas e controvérsias
Em nível bilateral, a França lidera entre os países doadores com 92% de seu financiamento público para o clima na forma de empréstimos, sendo apenas 8% subsídios, o que agrava o endividamento de nações vulneráveis. Essa estrutura reforça o risco de endividamento e pode comprometer a capacidade de adaptação dos países beneficiários, uma vez que os empréstimos encarecem ainda mais o custo de projetos de mitigação e adaptação. Segundo reportagem da Integrity Magazine, residentes de Metoro, Moçambique criticam a AFD pela construção da central de Metoro, orçada em 56 milhões de dólares e financiada em 75% a crédito pela AFD, elevando o endividamento nacional ao impor 40 milhões em passivo, enquanto as comunidades locais receberam compensações ínfimas pelas suas fazendas desapropriadas, sem processos de decisão claros.
No âmbito doméstico, o programa MaPrimeRénov — pilar da política francesa de incentivo à eficiência energética—vem sendo alvo de críticas por sua complexidade burocrática, falhas técnicas na plataforma de inscrição e elevados índices de fraude. Um relatório do IDDRI apontou que, em busca de simplificação, as sucessivas reformas do programa foram implementadas antes de permitir um período adequado de teste e de coleta de feedback dos usuários. Em 4 de junho de 2025, o Ministro da Economia, Éric Lombard, anunciou a suspensão temporária do projeto, que foi vítima de congestionamento nos serviços, bem como de fraudes excessivas, estimadas em 16.000 arquivos suspeitos, ou 12% do estoque.
Por fim, a França também enfrenta pressões de ONGs que a acusam de faltar com suas obrigações de destinarem percentuais crescentes de seu Orçamento Geral ao financiamento climático interno e externo. Em 2023, organizações como Notre Affaire à Tous ingressaram com reclamações junto à Comissão Europeia, alegando que o Plano Nacional de Energia e Clima (PNEC) francês é insuficiente e descumpre metas vinculantes da UE, sobretudo em participação pública e redistribuição de recursos para setores mais vulneráveis.

## Perspectivas futuras
O governo francês lançou em outubro de 2024 a estratégia plurianual Spafte, com o objetivo de dobrar os investimentos de baixo carbono, passando dos 109 bilhões de euros registrados em 2023 para 110 bilhões anuais até 2030. Esse aumento está condicionado ao fortalecimento da participação do setor privado, enquanto o setor público deverá injetar adicionalmente 39,5 bilhões de euros até 2027 para suprir lacunas de financiamento e garantir o ritmo de descarbonização esperado.
Em 2024, a participação francesa no Projeto Importante de Interesse Comum Europeu (IPCEI) de hidrogênio, com dotação pública de 1,4 bilhão de euros, está projetada para atrair 3,3 bilhões adicionais de investimentos privados em tecnologias de hidrogênio de baixo carbono, envolvendo grandes grupos como Airbus, BMW e Michelin. Além disso, iniciativas de títulos verdes corporativos, como a emissão de 500 milhões de euros pela Air Liquide, demonstram forte interesse do mercado de capitais em financiar a transição energética na França.
De acordo com o Fórum Econômico Mundial, três quartos dos 5 trilhões de dólares anuais necessários globalmente até 2030 deverão vir de fontes privadas, exigindo que o mercado financeiro francês acelere em mais de dez vezes seus investimentos em soluções climáticas. Para isso, recomenda‑se fortalecer políticas de divulgação de riscos climáticos, incorporar exigências de ESG em títulos corporativos e expandir o mercado de títulos verdes nacionais.